# (7342) Uchinoura
(7342) Uchinoura (1992 FB1) – planetoida z pasa głównego asteroid okrążająca Słońce w ciągu 4,44 lat w średniej odległości 2,7 j.a. Odkryta 23 marca 1992 roku.